# Sixt III
Sixt III (? - Roma, 440) va ser papa entre el 432 i el 440. La seva festivitat com a sant és celebrada el 28 de març.
Previ a la seva elecció era un sacerdot destacat de l'església romana, es coneix que mantenia correspondència amb Agustí d'Hipona. Va ser consagrat com a pontífex el 31 de juliol de 432.
Va realitzar grans construccions a Roma, com les esglésies de Santa Sabina al pujol Aventí i Santa Maria la Major, adornada amb ric mobiliari i mosaics amb escenes bíbliques, dedicada a la Verge Maria, en la qual es reflectia la seva acceptació del Concili d'Efes el 431. En aquest concili se li havia concedit el títol de Theotokos o Mare de Déu.
Un dels seus principals assoliments va ser restaurar la pau entre Ciril I d'Alexandria i els siris.
Va morir a Roma el 18 d'agost de 440.